# RK Velenje
El RK Gorenje Velenje es un equipo de balonmano de la localidad eslovena de Velenje. Es uno de los equipos más importantes del país, habitual en los últimos años en las competiciones europeas y es el gran rival del RK Celje Pivovarna Lasko

## Palmarés
- 4 Liga de Eslovenia: 2009, 2012, 2013, 2021

- 3 Copa de Eslovenia: 2003, 2019, 2022

## Plantilla 2023-24
|  | Porteros - 01 Matevž Skok - 12 Aljaž Verboten - 32 Emir Taletović Extremos derechos - 08 Ibrahim Haseljić - 10 Urban Pipp - 11 Kenan Pajt Extremos izquierdos - 14 Goti Maričić - 24 Tilen Sokolič - 25 Matic Verdinek Pívots - 20 Jernej Drobež - 35 Branko Predović | Laterales izquierdos - 23 Malik Tatar - 27 Peter Šiško - 34 Tarik Mlivić Centrales - 33 Enej Slatinek Jovičić - 58 Nejc Hriberšek Laterales derechos - 13 Tarik Velić |